# Only You (canção de Yazoo)
"Only You" é uma canção composta por Vince Clarke, lançada como single de estreia da banda Yazoo em 1982.
Foi um sucesso instantâneo, alcançando a segunda colocação no Reino Unido.

## Versõescover

### Versão de Kylie Minogue
"Only You" é um single da artista musical australiana Kylie Minogue, contida no seu primeiro álbum natalino e décimo terceiro total, Kylie Christmas. Conta com a participação de James Corden, e foi lançado neste formato depois que a gravadora se encantou com a canção.

#### Desempenho nas tabelas musicais

##### Posições
| Tabela musical (2015)                         | Melhor posição |
| --------------------------------------------- | -------------- |
| Bélgica (Ultratip Bubbling Under de Flandres) | 22             |
| Bélgica (Ultratip Bubbling Under da Valônia)  | 40             |
| Escócia (Scottish Singles Chart)              | 74             |
| Reino Unido (Singles Downloads Chart)         | 59             |

#### Histórico de lançamento
| Região | Data                  | Formato(s)       | Gravadoras                           | Ref.  |
| ------ | --------------------- | ---------------- | ------------------------------------ | ----- |
| Mundo  | 9 de novembro de 2015 | Download digital | Parlophone Warner Bros. Warner Music | [ 9 ] |